# Plateau des dayas
Le plateau des dayas ou le pays des daïas est un plateau situé sur le piémont saharien, au centre de l'Algérie.

## Toponymie

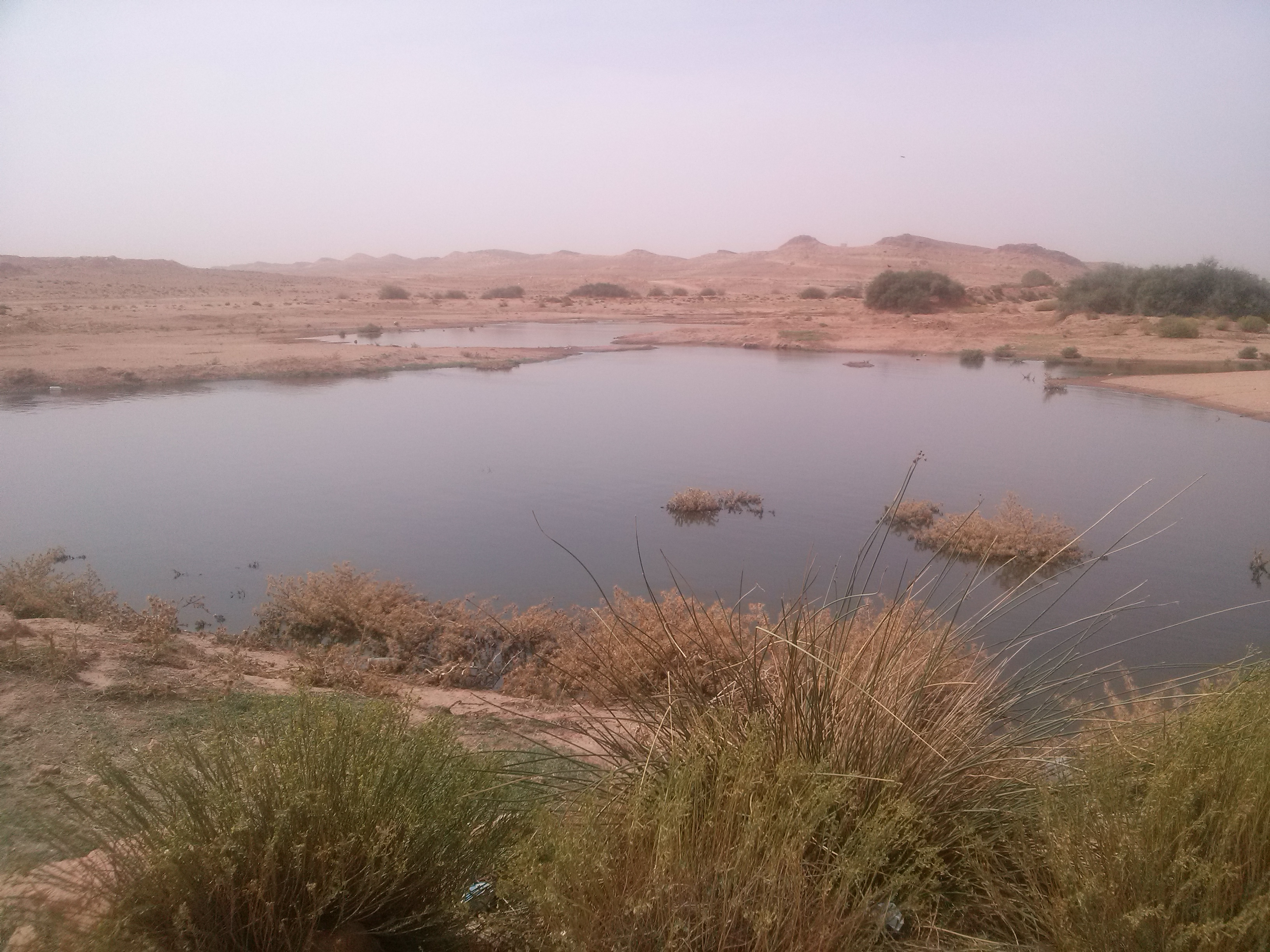
Une daya sur la route El Kheng-Laghouat

Le pays des dayas, est connu aussi sous le nom de plateau des Larbaa ou plateau Arbaa.
Daya ou Dhaya, signifiant « mare », « étang » ou « lac ». Le terme évoque un endroit humide ou marécageux. Les dayas sont le nom donné aux dépressions de faible amplitude dans les régions endoréiques du Maghreb. Ce sont des dépressions fermées où se rassemblent les eaux douces de ruissellement, voire de petits oueds.

## Géographie

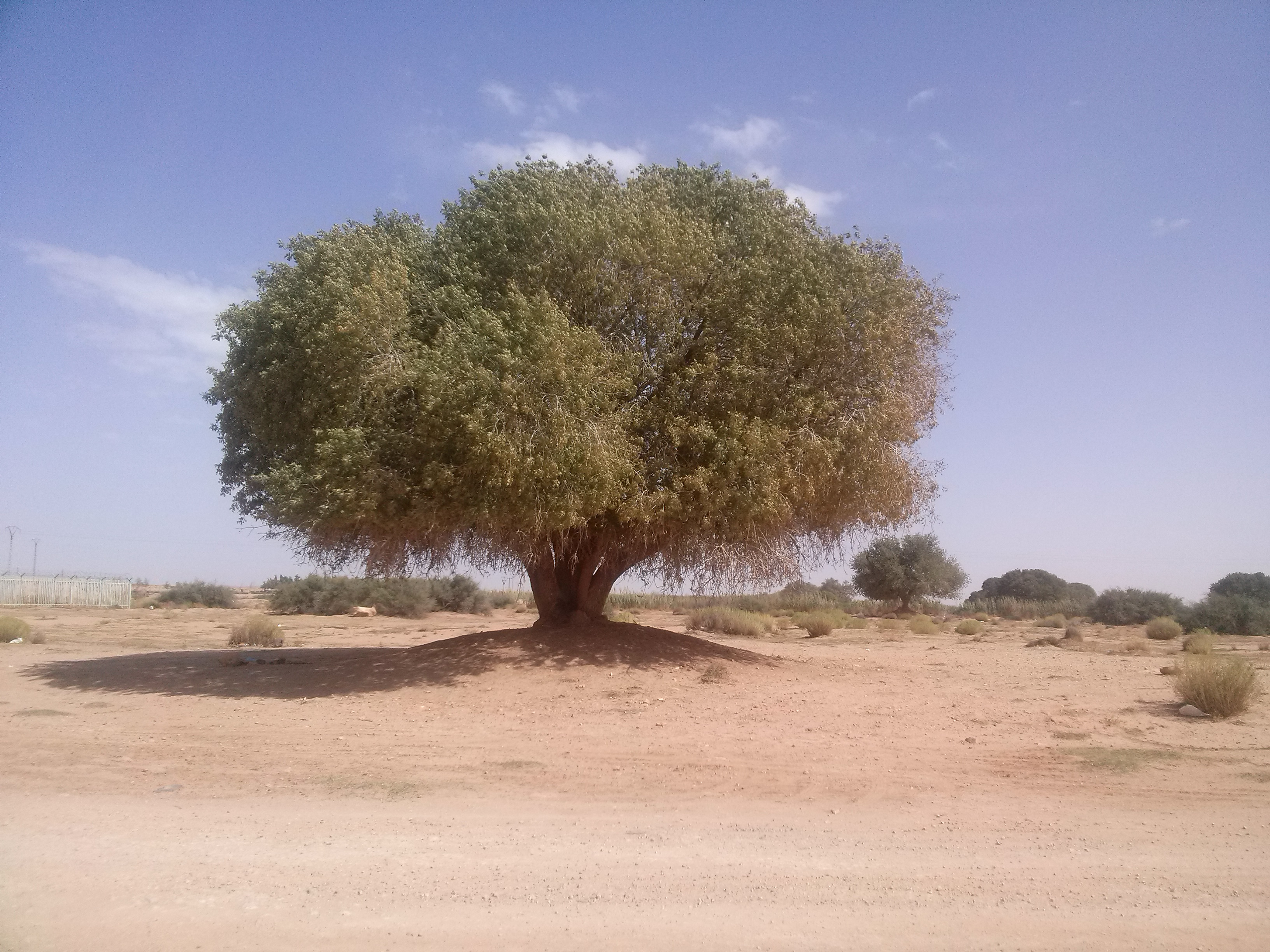
Un pistachier dans la région de Laghouat.

Le pays des dayas est un vaste plateau qui s'ouvre au sud de Laghouat, sur le versant méridional de l'Atlas saharien. Il est délimité au sud par la chebka du Mzab, à l'est par l'oued Righ, au nord par l'oued Djedi et à l'ouest par l'oued Zergoum. L'altitude moyenne passe de 1 000 à 500 mètres de l'ouest à l'est. Sous la forme approximative d'un rectangle, il couvre environ 30 000 km2.
Malgré sa localisation dans le Sahara, et les faibles précipitations n'y excèdent pas 150 mm par an, le plateau est couvert de steppes. En effet, il est troué de centaines de daïas, dépressions peu profondes, creusées par l'action conjointe des pluies et du vent ; elles renferment des eaux douces favorables à la végétation, et portent des arbustes (jujubiers) ou des arbres (pistachiers).
L'accumulation éolienne y est inexistante, les dunes disparaissent complètement sur le plateau. Il s'y forme seulement de minuscules languettes de sable. La Route nationale 1 traverse le plateau en direction de Ghardaïa.

## Histoire

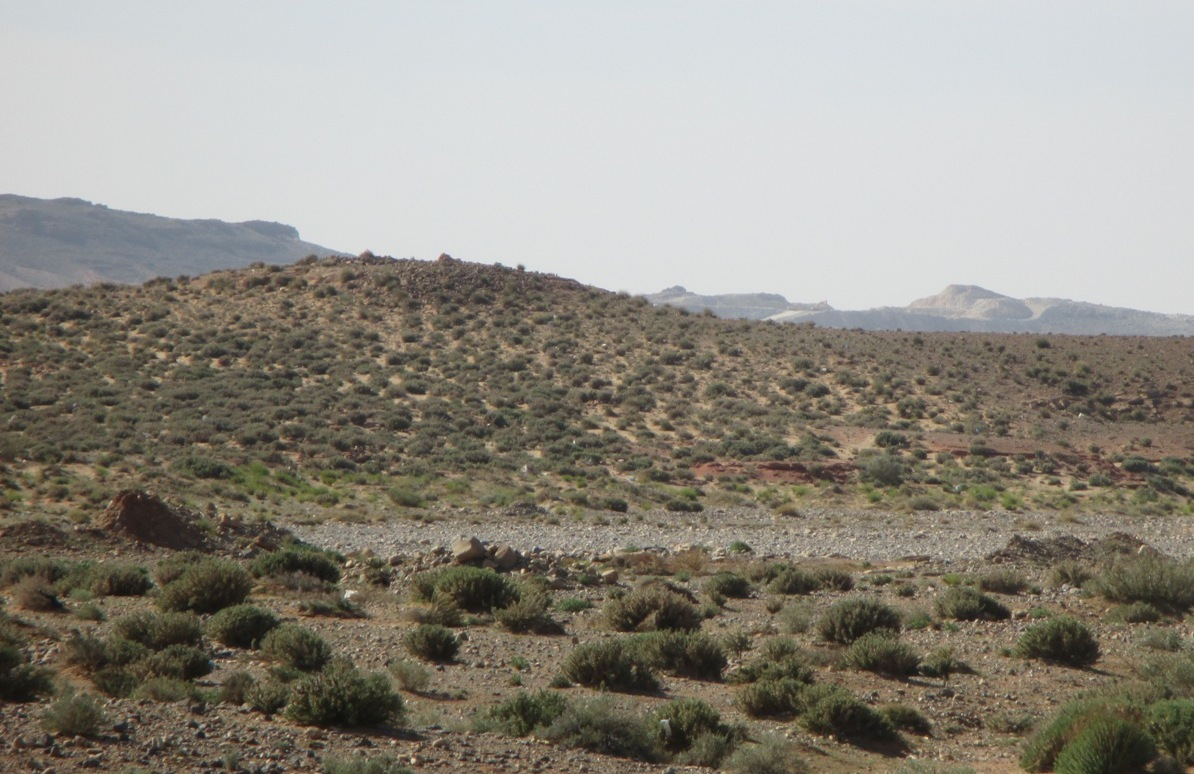
Steppe de la région de Laghouat.

Le plateau des dayas était parcouru pendant des siècles par deux tribus nomades, les Larbaa et les Saïd Atba, ces derniers réalisaient une des achaba (transhumance) les plus longues que l'on connaisse au Sahara ; 600 km entre Ouargla et Tiaret. Les Larbaa ont leurs terres de parcours sur le plateau, mais ils sèment de plus en plus des céréales dans les dayas. Dans le nord de la région, viennent hiverner d'autres nomades notamment les Ouled Naïl qui, cultivent aussi des céréales dans les dayas et les lits d'oued.
Au XIXe siècle, le plateau était célèbre par ses troupeaux d'autruche. Les dernières y ont été massacrées par le général Margueritte vers 1860.

## Démographie
Selon le recensement de 2008, le plateau compte 266 550 habitants, principalement du fait de la présence d'une grande ville Laghouat. La région où se localisent les installations gazières de Hassi R'Mel, a connu un fort dynamisme démographique entre 1998 et 2008.